# Proiezione di Gauss
La proiezione di Gauss è una rappresentazione conforme cilindrica inversa tangente.
In sintesi:
- rappresentazione significa che la carta geografica è costruita in base a formule di corrispondenza dedotte per via analitica, e non in base ad una costruzione geometrica;
- conforme significa che gli angoli calcolati fra punti della carta sono uguali agli angoli reali fra gli stessi punti del terreno. La carta ottenuta perciò non è equidistante né equivalente;
- cilindrica inversa significa che la carta che ne è la rappresentazione ha qualche affinità con quella che si otterrebbe da una proiezione pura sullo schema del cilindro inverso, cioè del cilindro tangente all'ellissoide lungo un meridiano.